# مقاومت مغناطیسی بسیار بزرگ

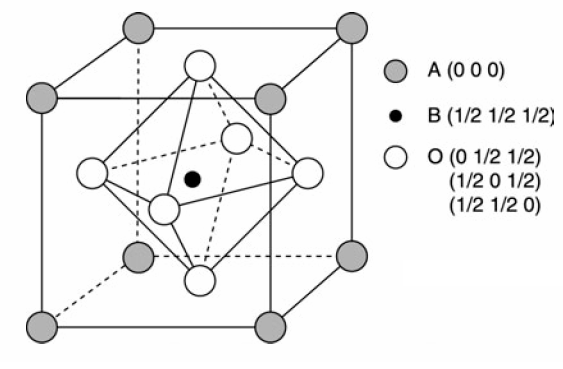
نمایی از ساختار کریستالی مواد سرامیکی پروسکایتی که قادر به ایجاد اثر CMR است.

مقاومت مغناطیسی بسیار بزرگ (به انگلیسی : Colossal magnetoresistance ، به اختصار CMR) خاصیتی از مواد می‌باشد که در حضور میدان مغناطیسی، به صورت شدید تغییر مقاومت الکتریکی می‌دهند. این مواد که غالباً اکسیدهای پروسکایت، منینز پایه را تشکیل می‌دهند، ابتدا توسط جانکر و سانتن در سال ۱۹۵۰ کشف شد.